# Liste der Kulturdenkmale in Lucka
In der Liste der Kulturdenkmale in Lucka sind die Kulturdenkmale der ostthüringischen Stadt Lucka im Landkreis Altenburger Land und ihrer Ortsteile aufgelistet. Diese Liste basiert auf der Denkmalliste der Unteren Denkmalschutzbehörde des Landkreises mit Stand vom 10. August 2015. Die hier veröffentlichte Liste besitzt informativen Charakter und ist nicht rechtsverbindlich. Insbesondere können in Einzelfällen auch Objekte Kulturdenkmal sein, die (noch) nicht in der Liste enthalten sind. Ergänzt wird diese Darstellung in einem separaten Abschnitt um ehemalige Denkmale.

## Kernstadt
Denkmalensembles

| Bild            | Bezeichnung                                                                       | Lage | Datierung | Beschreibung | ID |
| --------------- | --------------------------------------------------------------------------------- | --- | --------- | --- | -- |
| Fotos hochladen | Historischer Stadtkern mit Straßen- und Freiräumen sowie Erweiterung mit Friedhof | Altenburger Straße, Badergasse, Bahnhofstraße, Friedrich-Ebert-Straße, Pegauer Straße, Topfmarkt, Zeitzer Straße und Kirchplatz, Puschkinplatz, Topfmarkt sowie Friedhof |           | Die von drei Seiten mit Wallgräben, an der vierten Seite durch den Rainbach gesicherte Stadt besaß drei Tore: Altenburger, Breitenhainer und Pegauer Tor. |    |

Einzeldenkmale

| Bild                                    | Bezeichnung                   | Lage                          | Datierung | Beschreibung                                                                                           | ID |
| --------------------------------------- | ----------------------------- | ----------------------------- | --------- | --- | -- |
| Fotos hochladen                         | Wohnhaus und Grenzstein       | Altenburger Straße 50 (Karte) |           | ehem. Hirtenhaus, jetzt Heimatmuseum, seit 2008 Dreiherrnstein von 1812 im Vorgarten (vormals Prßdorf) |    |
| BW                                      | Schmiede                      | Badergasse 2 (Karte)          |           | |    |
| BW                                      | (Etagen-)Wohnhaus             | Bahnhofstraße 7 (Karte)       |           | mit Gartengrundstück und Einfriedung                                                                   |    |
| BW                                      | (Etagen-)Wohnhaus             | Bahnhofstraße 31 (Karte)      |           | mit Gartengrundstück und Einfriedung                                                                   |    |
| BW                                      | Wohnhaus mit Gartengrundstück | Bischofsweg 10 (Karte)        |           | Villa Moll                                                                                             |    |
| BW                                      | Wohnhaus                      | Brunnengasse 1 (Karte)        |           | ehemalige Hofanlage: Fachwerk                                                                          |    |
| BW                                      | Wohnhaus                      | Gartenstraße 8 (Karte)        |           | mit Gartenanlage                                                                                       |    |
| weitere Bilder Fotos hochladen          | Kirche mit Ausstattung        | Kirchplatz (Karte)            |           | Pankratiuskirche                                                                                       |    |
| weitere Bilder Fotos hochladen          | Brunnen                       | Kirchplatz                    |           | Wettinerbrunnen von 1908                                                                               |    |
| Direkt Bild zu diesem Denkmal hochladen | Postmeilensäule               | Pegauer Straße                |           | |    |
| Fotos hochladen                         | Wohnhaus                      | Pegauer Straße 44 (Karte)     |           | Fachwerk                                                                                               |    |
| BW                                      | Schule                        | Pestalozzistraße 1 (Karte)    |           | Schulgebäude mit Turnhalle, Vorplatz und Schulhof, ab 2011/12 Wohnanlage; 1926 Hermann Bartsch         |    |
| BW                                      | Wohnhaus                      | Waldallee 1 (Karte)           |           | |    |

## Breitenhain
Bodendenkmale

| Bild                                    | Bezeichnung          | Lage       | Datierung | Beschreibung | ID |
| --------------------------------------- | -------------------- | ---------- | --------- | ------------ | -- |
| Direkt Bild zu diesem Denkmal hochladen | Ehemalige Wasserburg | Burgstraße |           |              |    |

Einzeldenkmale

| Bild                           | Bezeichnung                         | Lage               | Datierung | Beschreibung | ID |
| ------------------------------ | ----------------------------------- | ------------------ | --------- | ------------ | -- |
| weitere Bilder Fotos hochladen | Kirche mit Kirchhof und Einfriedung | Burgstraße (Karte) |           |              |    |

## Prößdorf
Einzeldenkmale

| Bild                           | Bezeichnung            | Lage                             | Datierung | Beschreibung                                   | ID |
| ------------------------------ | ---------------------- | -------------------------------- | --------- | ---------------------------------------------- | -- |
| BW                             | Kriegerdenkmal         | Dorfanger (Karte)                |           | Säule mit Eisernem Kreuz, Inschrift, 1914–1918 |    |
| Fotos hochladen                | Toranlage, Skulptur    | Am Park 3/4/5/6                  |           | Sphinx                                         |    |
| weitere Bilder Fotos hochladen | Kirche mit Ausstattung | Ernst-Thälmann-Straße 1a (Karte) |           |                                                |    |

## Ehemalige Denkmale
Einzeldenkmale

| Bild            | Bezeichnung | Lage                      | Datierung | Beschreibung                                                                          | ID |
| --------------- | ----------- | ------------------------- | --------- | ------------------------------------------------------------------------------------- | -- |
| Fotos hochladen | Gasthof     | Altenburger Straße 39     |           | Roter Hirsch                                                                          |    |
| Fotos hochladen | Schloss     | Am Park 3/4/5/6, Prößdorf |           | Schloss, Park, Brauhaus, Badehaus, Brunnenhaus, Herrenhaus, Schlafstall und Mausoleum |    |